# Sonja Karzau
Sonja Karzau am Bochumer Schauspielhaus 1972

Link zum Bild

Sonja Karzau (* 1. Oktober 1912 in Köln; † nach 1985) war eine deutsche Schauspielerin und Schauspiellehrerin.

## Leben
Karzau gab ihr Theaterdebüt 1930 in Darmstadt. Es folgten Engagements in Hagen, Dessau, Chemnitz, München, Leipzig (letzte Verpflichtung im Dritten Reich), erneut Darmstadt (erste Verpflichtung nach dem Krieg), Baden-Baden, Bonn, Hannover und Berlin (Schillertheater). Karzau arbeitete mit  Regisseuren zusammen wie Otto Falckenberg, der sie an die Münchner Kammerspiele engagierte und Gustav Rudolf Sellner, der 1961 in Stuttgart eine Produktion von Bernarda Albas Haus mit Karzau in der Titelrolle inszenierte. Neben ihrer Tätigkeit als Schauspielerin fungierte Karzau auch bisweilen als Regisseurin. Als Schauspiellehrerin unterrichtete sie unter anderem Bruni Löbel.
Daneben übernahm Karzau auch Rollen in  Film- und Fernsehproduktionen. Sie spielte in Adaption von Bühnenvorlagen wie Heinrich von Kleists Der zerbrochene Krug und Bert Brechts Der gute Mensch von Sezuan, Romanverfilmungen wie Die Ilse ist weg nach Christine Nöstlinger sowie in Fernsehreihen und Mehrteilern wie Tatort und Walter Kempowskis Ein Kapitel für sich.

## Filmografie (Auswahl)
- 1959: Der zerbrochene Krug
- 1966: Die Neger (Jean Genet)
- 1966: Der gute Mensch von Sezuan
- 1967: Mord und Totschlag
- 1969: Damenquartett
- 1971: Wer kennt diesen Mann...
- 1971: Tatort: Frankfurter Gold
- 1972: Auf den Spuren der Anarchisten
- 1975: Eiszeit
- 1976: Die Ilse ist weg
- 1977: Des Doktors Dilemma
- 1979: Ein Kapitel für sich
- 1980: Grabbes letzter Sommer
- 1980:  Mosch
- 1981: Die Ortliebschen Frauen
- 1984: Bis später, ich muß mich erschießen
- 1985: Zirkuskinder
- 1985: Alles Paletti